# Sundbotorp
Sundbotorp är en bebyggelse i Ramsbergs socken i  Lindesbergs kommun, Örebro län. Den klassades som småort år 1990. Från 2015 avgränsar SCB här åter en småort som då även omfattar bebyggelsen Grönbo .